# Immeuble du 55 avenue Mazarin à Chilly-Mazarin
L'immeuble du 55 avenue Mazarin est un édifice du XVIIe siècle situé à Chilly-Mazarin, en France.

## Localisation
Le monument est situé dans le département français de l'Essonne, au 55 avenue Mazarin.

## Historique
L'édifice est daté de la première moitié du XVIIe siècle.
La maison est inscrite au titre des Monuments historiques depuis le 28 décembre 1984, la porte cochère, obturée, fait l'objet de la protection.